# نقيطة (ملابس)
النُقَيْطة هي عروة تُنشأ لأغراض وظيفية أو تزيينية على طول حافة المخرمة أو الشريط أو النسيج المعقف أو المحبوك. تختلف العرى في الحجم حسب وظيفتها وغايتها الفنية.